# الحرية الدينية في أذربيجان
واحدة من الحريات الأساسية التي يتمتع بها الإنسان في المجتمعات المدنية هي حرية الدين.أذربيجان بلد متعدد الجنسيات ، والمجموعات العرقية التي تعيش فيه تمارس ديانات ومذاهب مختلفة.في البلاد ، يتم احترام احترام حقوق جميع الأقليات الدينية.بالإضافة إلى المساجد في أذربيجان ، توجد الكنائس الأرثوذكسية والكنائس الرسولية الأرمينية واليهودية والجورجية والملاكان والبروتستانت وكريشنا والباحة.أحد الدلائل على احترام النهج الديني هو وجود قانون منفصل في هذا المجال واعتماد تلك الوثيقة في عام الاستقلال.

## تشريع
كان أحد قوانين المنطقة الأولى التي اعتمدت بعد الحصول على الاستقلال مرتبط بالحرية الدينية.ينص هذا القانون على ضمانات للحرية الدينية في جمهورية أذربيجان وفقا لدستور جمهورية أذربيجان والمعاهدات الدولية التي تكون جمهورية أذربيجان طرفا فيها ، ويحدد وضع المنظمات الدينية وحقوقها ومسؤولياتها وينظم العلاقات الناشئة فيما يتعلق بأنشطة المنظمات الدينية.
لكل فرد الحق في التعبير عن دينه أو معتقده في دينه أو معتقده في دينه وحده.لا يمكن حرمان أي شخص من أي معتقدات دينية أو عبادات أو احتفالات دينية أو احتفالات أو دراسة دينية. لا يمكن إجبار أحد على التعبير عن معتقداته الدينية أو المشاركة في الاحتفالات الدينية أو المشاركة في الاحتفالات الدينية.لا يجوز نشر المعتقدات الدينية والممارسات الدينية باستخدام القوة أو العنف ، وكذلك لتعزيز العرق والجنسية والدين والكراهية الاجتماعية والعداء.يحظر عرض وتشجيع الأديان التي تنتهك كرامة الإنسان أو تتعارض مع مبادئ الإنسانية.
لا يمكن تقييد حرية الدين إلا لمصالح الأمن العام أو النظام العام أو حماية الصحة أو الآداب العامة أو حقوق وحريات الأشخاص الآخرين حيث يقتضي القانون والقانون في مجتمع ديمقراطي.يحظر الدعاية الدينية من قبل الأجانب والأشخاص عديمي الجنسية ، باستثناء الشخصيات الدينية التي دعاها المركز الديني.يمكن للوالدين أو الأشخاص الذين يحلون مكانهم ، على أساس موافقة متبادلة ، أن يعيدوا تربية أبنائهم وفقاً لقناعاتهم الدينية ودياناتهم الدينية.

## المساواة بين الأشخاص ، بغض النظر عن انتمائهم الديني
الجميع متساوون أمام القانون والمحكمة بغض النظر عن انتمائهم الديني.يُسمح بالانتماء الديني للشخص بصفته الرسمية فقط.وفقا لمعتقداتهم الدينية ، لا يمكن لأحد أن ينكر أو يلتزم بالواجبات المنصوص عليها في القانون.يُسمح باستبدال منصب ما من خلال تنفيذ وظيفة أخرى للإدانات الدينية فقط في الحالات المنصوص عليها في تشريعات جمهورية أذربيجان.

## الدولة والمنظمات الدينية
يتم فصل المنظمات الدينية والدينية عن الدولة في جمهورية أذربيجان.لا تكلف الحكومة الشؤون الدينية بأي من شؤونها ولا تتدخل في أنشطتها.جميع الأديان والمؤسسات الدينية متساوية أمام القانون.لا يمكن فرض أي تفوق أو تقييد على أي دين أو منظمة دينية أكثر من غيرها.
يحق للمنظمات الدينية المشاركة في الحياة العامة ، وكذلك استخدام وسائل الإعلام ، إلى جانب الجمعيات العامة.لا تشارك المنظمات الدينية في أنشطة الأحزاب السياسية ولا تقدم المساعدة المالية.
يتم تعليق الشخصيات الدينية أثناء نشاطها الديني المهني عند انتخابها أو تعيينها في سلطات الدولة.يتم تعليق الشخصيات الدينية طوال مدة نشاطها كمسؤولين دينيين عند انتخابهم أو تعيينهم في هيئات الدولة.يجب على المنظمات الدينية أن تفي بالتدابير المنصوص عليها في التشريعات ذات الصلة لغرض منع تقنين عائدات الجريمة أو غيرها من الممتلكات وتمويل الإرهاب.

## المنظمات الدينية في جمهورية أذربيجان
المراكز والأقسام الدينية ومؤسسات التعليم الديني والطوائف الدينية وجمعياتها هي منظمات دينية.يتم تمثيل المنظمات الدينية من خلال مركزها.تعمل المنظمات الدينية وفقا لهذا القانون وميثاقها القانوني.تقدم المنظمات الدينية العاملة في جمهورية أذربيجان تقريرا عن أنشطتها إلى مكتب المسلمين القوقازيين.تخضع المنظمات الإسلامية في جمهورية أذربيجان لمكتب المسلمين القوقازيين ، وللمجتمعات الدينية غير المسلمة الحق في طاعة وإخضاع المراكز الدينية العاملة في جمهورية أذربيجان والخارج.يتم تعيين شخصيات دينية تقود الخدمات الدينية إلى العقيدة الإسلامية من قبل مكتب مسلمي القوقاز ، بإعلام السلطة التنفيذية ذات الصلة.يتم إنشاء الجماعات الدينية الإسلامية من قبل مواطني جمهورية أذربيجان في المساجد.